# Olle Nordin
Olle Nordin, född 23 november 1949 i Delary i Småland, är en svensk före detta fotbollsspelare och sedermera tränare, bland annat som förbundskapten.

## Karriär

### Spelare
Nordins moderklubb är Delary IF. Efter fyra säsonger i Älmhults IF i dåvarande division fyra kom han 1970 till allsvenska IFK Norrköping. Han har också spelat för IFK Sundsvall och IFK Göteborg i Allsvenskan. Nordin har även spelat i landslaget, bland annat ingick han i truppen vid VM 1978 i Argentina. Han gjorde nitton A-landskamper som spelare.

### Tränare
Efter den aktiva karriären, som tog slut 1980 på grund av en knäskada, övergick Nordin till att bli tränare. Denna karriär inleddes som assisterande tränare till Sven-Göran Eriksson i IFK Göteborg. Han tog sedan över Västra Frölunda IF, varifrån han värvades till norska laget Vålerenga IF 1985.
1986 övertog han ledarskapet för det svenska landslaget då han utnämndes till förbundskapten. Nordin byggde upp laget kring Glenn Hysén, Glenn Strömberg och den unge Jonas Thern. Nordin tilldelades 1989 Tidningarnas Telegrambyrås idrottsledarpris (TT:s idrottsledarpris). Under Nordins ledarskap tog sig landslaget till VM 1990 i Italien, vilket var det första världsmästerskapet för Sverige på tolv år.
De goda resultaten inför VM-turneringen 1990 (två 0–0-matcher mot England och dubbla segrar mot både Polen och Albanien i kvalet) samt den unge Tomas Brolins genombrott på våren gjorde att spelarna och massmedia började se laget som medaljkandidater i mästerskapet. Sverige förlorade dock alla matcher med 1–2 mot Brasilien, Skottland och debutanten Costa Rica. Nordin tvingades direkt efter hemkomsten från turneringen lämna förbundskaptensposten.
Åren efter VM 1990 var Nordin verksam som tränare i Norge (Vålerenga IF, Drøbak-Frogn IL och FC Lyn Oslo) och Förenade arabemiraten (Al Wasl Sports Club). Under sommaren 1997 gjorde Nordin comeback i Allsvenskan som huvudansvarig för IFK Norrköping. Denna anställning behöll Nordin till och med säsongen 2000. Han nådde som bäst femteplatsen 1999. Till säsongen 2001 värvades Nordin till AIK men efter en tredjeplats drabbades Nordin av utbrändhet i början av säsongen 2002. Nordin ville återgå till arbetet efter att han friskförklarats under sommaren 2002, men AIK valde att avsluta samarbetet.
Säsongen 2003 övertog Nordin tränarposten i Jönköpings Södra IF. Han tog klubben upp från division två till Superettan, efter seger i uppflyttningskvalet 2005. 1 januari 2008 övergick Nordin från huvudtränare till att bli sportchef för Jönköpings Södra IF. I september 2008 återtog Nordin rollen som tränare i Jönköpings Södra IF. Efter säsongen 2009 slutade Nordin som tränare i klubben.

## Priser och utmärkelser
Nordin blev utsedd till "Årets smålänning" 2006.